# Arhopala subfasciata
Arhopala subfasciata är en fjärilsart som beskrevs av Moore 1883. Arhopala subfasciata ingår i släktet Arhopala och familjen juvelvingar. Inga underarter finns listade i Catalogue of Life.